# Het Verloren Symbool
Het Verloren Symbool (The Lost Symbol) is een boek geschreven door de Amerikaanse schrijver Dan Brown. Het werd op 15 september 2009 gepubliceerd en is het derde boek waarin protagonist Robert Langdon verschijnt. De gebeurtenissen vinden plaats na Het Bernini Mysterie en De Da Vinci Code en spelen zich af in een tijdsperiode van twaalf uur.
De Nederlandse vertaling werd verzorgd door een kwartet vertalers: Marion Drolsbach, Erica Feberwee, Pieter Janssens, Yolande Ligterink en persklaarmaker Anne Löhnberg. Het boek verscheen op 30 oktober 2009 onder de titel Het Verloren Symbool. Het werd uitgegeven door Luitingh-Sijthoff. In november 2010 verscheen een luxueuze, rijkelijk geïllustreerde uitvoering.

## Verhaal
Robert Langdon, hoogleraar kunstgeschiedenis aan de Harvard-universiteit, is na zijn avonturen in Europa teruggekeerd naar de Verenigde Staten, waar hij opnieuw te maken krijgt met geheime genootschappen. In dit boek is dat voornamelijk de Vrijmetselarij.
De hoofdstad van de Verenigde Staten, Washington D.C., is de plaats waar een groot gedeelte van het verhaal zich afspeelt.
Op een dag komt Peter Solomon bij Robert Langdon op zijn kantoor en vraagt of hij een pakketje wil bewaren. Langdon neemt het pakketje aan. Jaren nadien belt iemand die zich voordoet als de assistent van Peter op om Robert uit te nodigen een lezing te houden en het pakket mee te brengen. In Washington aangekomen staat hij versteld over een schokkende gebeurtenis in het Capitool die iets te maken heeft met Peter. Hij wordt vervolgens achtervolgd door de CIA die het pakketje wil bemachtigen, omdat het een bedreiging zou zijn voor de staatsveiligheid. Het pakket heeft iets te maken met de Maçonnieke Piramide die in het bezit is van de vrijmetselaars en de weg naar verlichting zal brengen. Robert en Katherine (de zus van Peter, expert in de noëtische wetenschap) ontrafelen het geheim en Peters leven kan worden gered.